# Bán đảo Yorke
Yorke, là một bán đảo toạ lạc ở phía Tây và Tây Bắc thành phố Adelaide, thuộc bang Nam Úc, Úc. Nó nằm kẹp giữa hai vịnh Spencer (về phía Tây) và vịnh Saint Vincent (phía Đông). Phía Nam của bán đảo là đảo Kangaroo; hai bên được eo biển Invertigator ngăn cách. Thị trấn đông người nhất trên bán đảo là Kadina.

## Hình ảnh

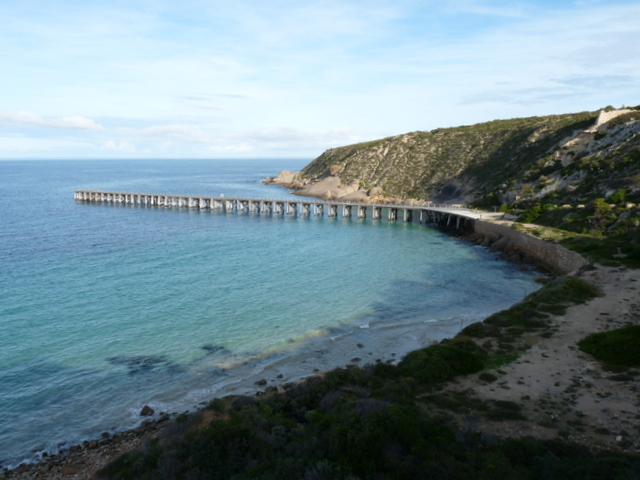
Cầu tàu Vịnh Stenhouse
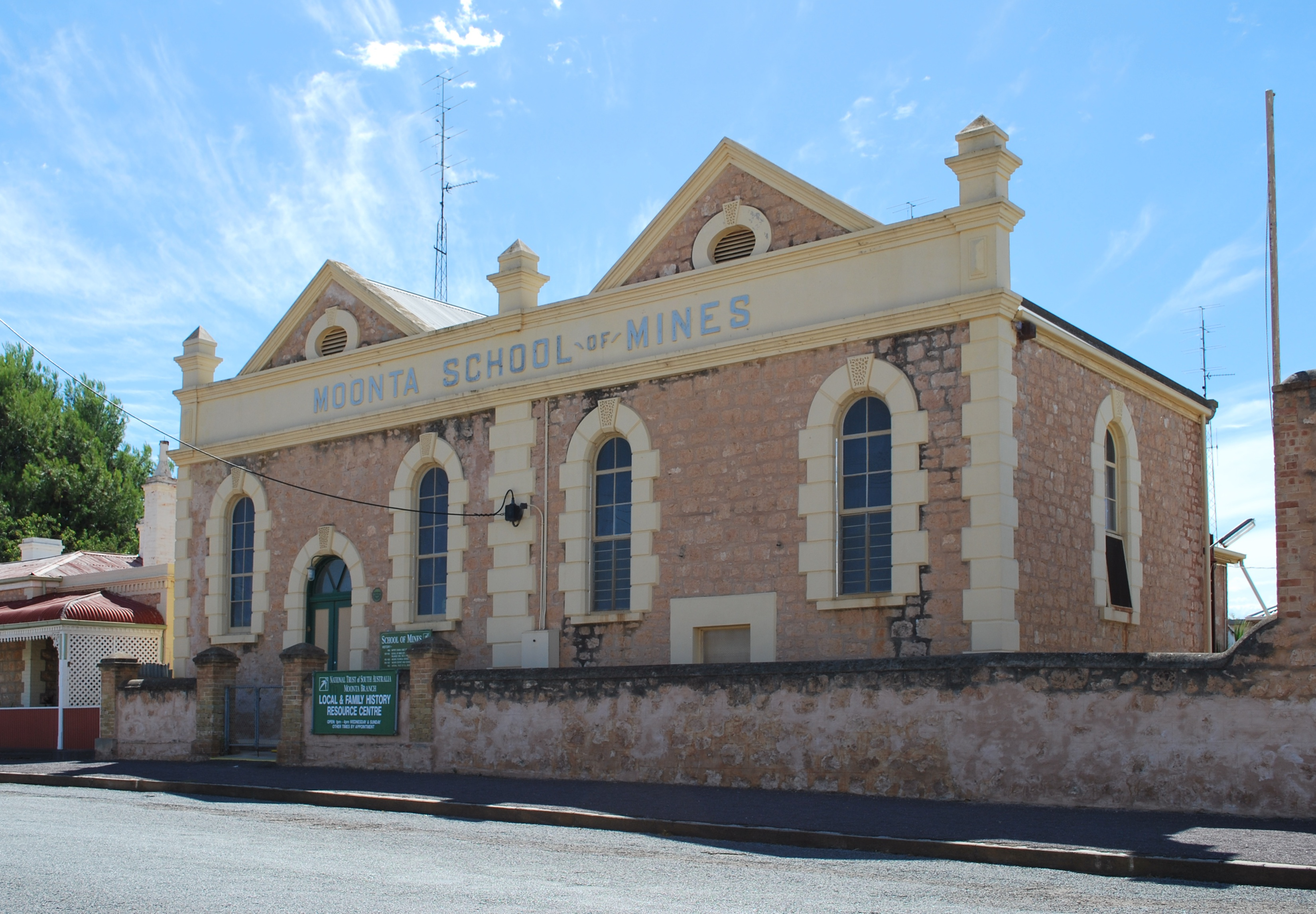
School of Mines, Moonta
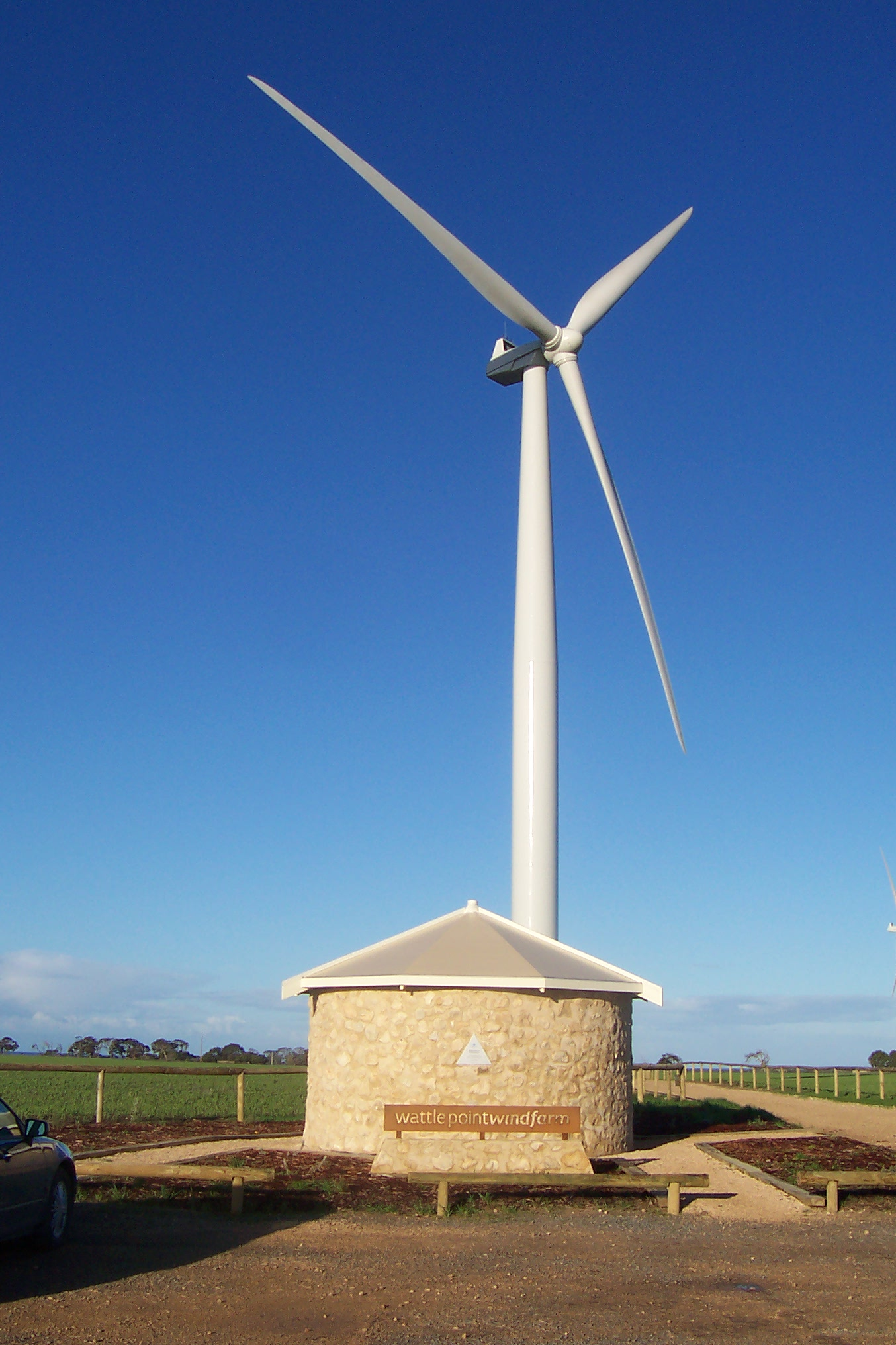
Cánh đồng gió Wattle Point, gần Edithburgh
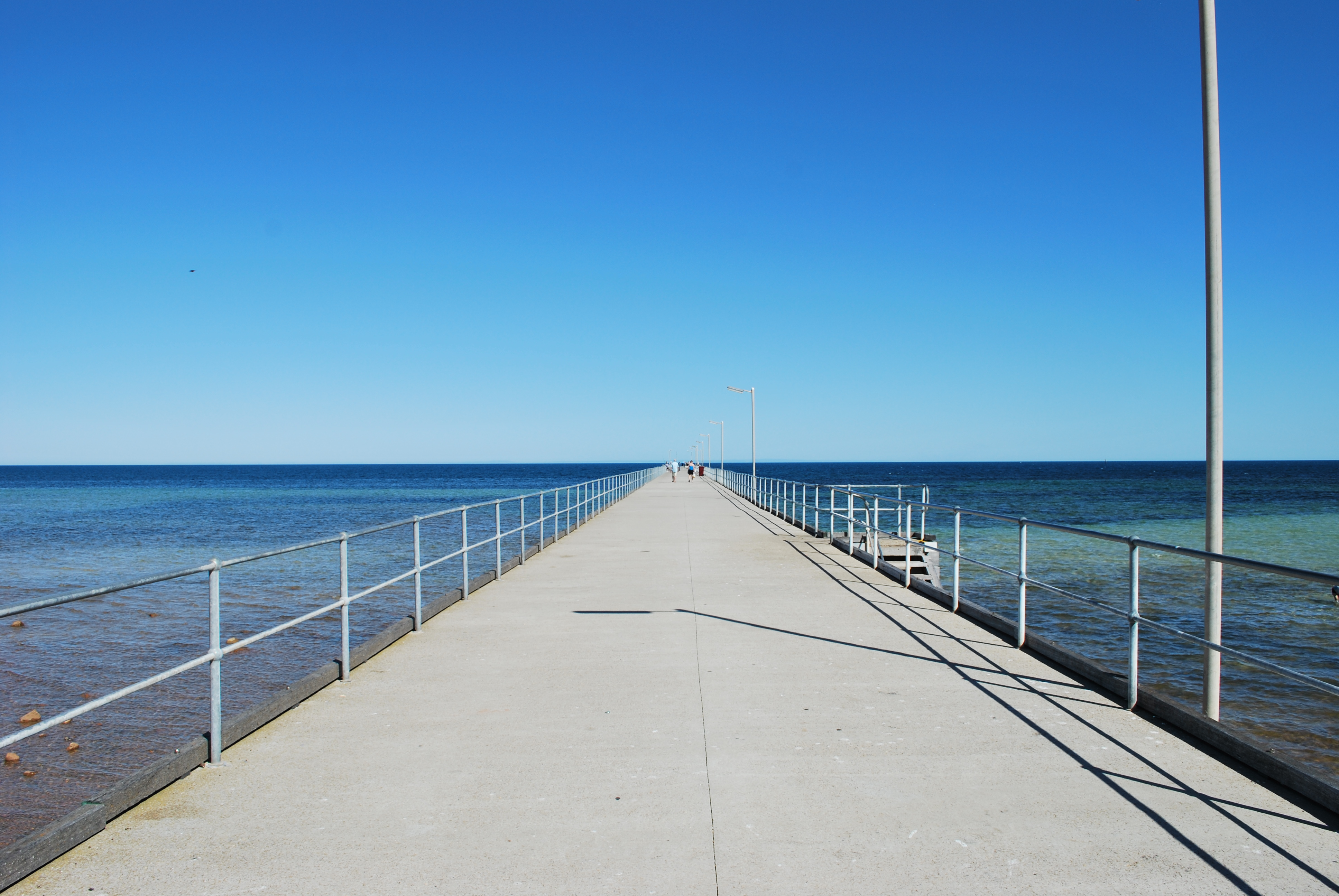
Cầu tàu Ardrossan
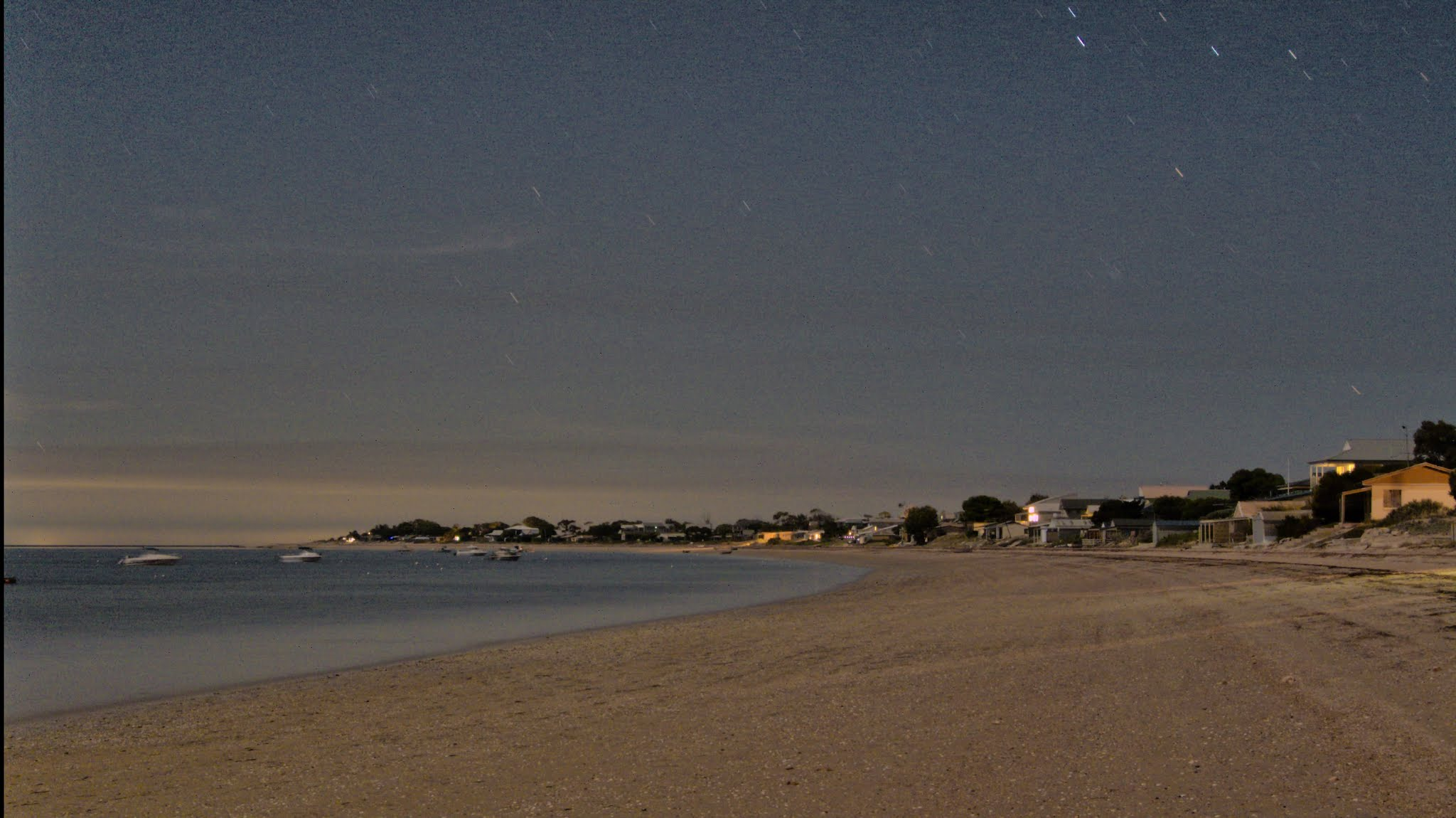
Bãi biển Black Point lúc nhập nhoạng tối

## Liên kết
- Yorke Peninsula Website Yorke Peninsula Tourism
- Yorke Peninsula Fishing Guide Lưu trữ ngày 15 tháng 2 năm 2010 tại Wayback Machine Yorke Peninsula Fishing Guide
- Yorke Peninsula[liên kết hỏng] Yorke Peninsula Map
- SouthAustralia.com Yorke Peninsula - Travel Guides, Accommodation, Tours, Online Booking, Maps etc Lưu trữ ngày 27 tháng 10 năm 2007 tại Wayback Machine Official SA Website
- Harvest Corner Website Lưu trữ ngày 30 tháng 12 năm 2013 tại Wayback Machine Yorke Peninsula Visitor Information Centre at Minlaton